# Mistrovství světa silničních motocyklů 2025
Mistrovství světa silničních motocyklů 2025 je 77. sezónou Mistrovství světa silničních motocyklů F. I. M., běžně označovaného jako MotoGP.
Jeho součástí jsou tradičně kategorie Moto3, Moto2 a MotoGP, celkem posedmé se jede také soutěž elektromotocyklů MotoE.
První závod se uskutečnil v Thajsku, a to 1.-2. března a sezónu zakončí tradičně Velká cena Valencie, a to až 16. listopadu. Od sezóny 2025 se Grand Prix ČR bude znovu konat v Brně na Masarykově okruhu, smlouva je dohodnutá na pět let.

## Kalendář mistrovství světa
| Kalendář Mistrovství světa silničních motocyklů 2025 | Kalendář Mistrovství světa silničních motocyklů 2025 | Kalendář Mistrovství světa silničních motocyklů 2025         | Kalendář Mistrovství světa silničních motocyklů 2025        | Kalendář Mistrovství světa silničních motocyklů 2025 | Kalendář Mistrovství světa silničních motocyklů 2025 | Kalendář Mistrovství světa silničních motocyklů 2025 |
| pořadí                                               | datum                                                | název GP                                                     | okruh                                                       | země/region                                          | poznámky                                             | mapa                                                 |
| ---------------------------------------------------- | ---------------------------------------------------- | ------------------------------------------------------------ | ----------------------------------------------------------- | ---------------------------------------------------- | ---------------------------------------------------- | ---------------------------------------------------- |
| 1                                                    | 2. března                                            | PT Thailand Grand Prix                                       | Chang International Circuit, Buriram                        | Thajsko                                              |                                                      | Chang International Circuit                          |
| 2                                                    | 16. března                                           | Gran Premio YPF Energía de Argentina                         | Autódromo Termas de Río Hondo, Termas de Río Hondo          | Argentina                                            |                                                      | Autódromo Termas de Río Hondo                        |
| 3                                                    | 30. března                                           | Red Bull Grand Prix of The Americas                          | Circuit of the Americas, Austin                             | Spojené státy americké                               |                                                      | Circuit of the Americas                              |
| 4                                                    | 13. dubna                                            | Qatar Airways Grand Prix of Qatar                            | Losail International Circuit, Lusail                        | Katar                                                | večerní závod                                        | Losail International Circuit                         |
| 5                                                    | 27. dubna                                            | Gran Premio Estrella Galicia 0,0 de España                   | Circuito de Jerez – Ángel Nieto, Jerez de la Frontera       | Španělsko                                            |                                                      | Circuito Permanente de Jerez                         |
| 6                                                    | 11. května                                           | Michelin Grand Prix de France                                | Bugatti Circuit, Le Mans                                    | Francie                                              | MotoE                                                | Bugatti Circuit                                      |
| 7                                                    | 25. května                                           | Tissot Grand Prix of the United Kingdom                      | Silverstone Circuit, Silverstone                            | Spojené království                                   |                                                      | Silverstone Circuit                                  |
| 8                                                    | 8. června                                            | GoPro Grand Prix of Aragon                                   | MotorLand Aragón, Alcañiz                                   | Aragonie                                             |                                                      | MotorLand Aragón                                     |
| 9                                                    | 22. června                                           | Gran Premio d'Italia Brembo                                  | Autodromo Internazionale del Mugello, Scarperia e San Piero | Itálie                                               |                                                      | Autodrom Mugello                                     |
| 10                                                   | 29. června                                           | Motul TT Assen                                               | TT Circuit Assen, Assen                                     | Nizozemsko                                           | MotoE                                                | TT Circuit Assen                                     |
| 11                                                   | 13. července                                         | Liqui Moly Motorrad Grand Prix Deutschland                   | Sachsenring, Hohenstein-Ernstthal                           | Německo                                              |                                                      | Sachsenring                                          |
| 12                                                   | 20. července                                         | Grand Prix České republiky                                   | Masarykův okruh, Brno                                       | Česko                                                |                                                      | Masarykův okruh                                      |
| 13                                                   | 17. srpna                                            | Motorrad Grand Prix von Österreich                           | Red Bull Ring, Spielberg                                    | Rakousko                                             | MotoE                                                | Red Bull Ring                                        |
| 14                                                   | 24. srpna                                            | Hungary Grand Prix                                           | Balaton Park Circuit, Balatonfőkajár                        | Maďarsko                                             | MotoE                                                | Balaton Park Circuit                                 |
| 14                                                   | 24. srpna                                            | Hungary Grand Prix                                           | Balaton Park Circuit, Balatonfőkajár                        | Maďarsko                                             | Nový okruh                                           | Balaton Park Circuit                                 |
| 15                                                   | 7. září                                              | Gran Premi de Catalunya                                      | Circuit de Barcelona-Catalunya, Montmeló                    | Katalánsko                                           | MotoE                                                | Circuit de Catalunya                                 |
| 16                                                   | 14. září                                             | Gran Premio Red Bull di San Marino e della Riviera di Rimini | Misano World Circuit Marco Simoncelli, Misano Adriatico     | San Marino                                           | MotoE                                                | Misano World Circuit Marco Simoncelli                |
| 17                                                   | 28. září                                             | Motul Grand Prix of Japan                                    | Mobility Resort Motegi, Motegi                              | Japonsko                                             |                                                      | Mobility Resort Motegi                               |
| 18                                                   | 5. října                                             | Pertamina Grand Prix of Indonesia                            | Pertamina Mandalika International Street Circuit, Mandalika | Indonésie                                            |                                                      | Mandalika International Street Circuit               |
| 19                                                   | 19. října                                            | Australian Motorcycle Grand Prix                             | Phillip Island Grand Prix Circuit, Phillip Island           | Austrálie                                            |                                                      | Phillip Island Grand Prix Circuit                    |
| 20                                                   | 26. října                                            | PETRONAS Grand Prix of Malaysia                              | Petronas Sepang International Circuit, Sepang               | Malajsie                                             |                                                      | CSepang International Circuit                        |
| 21                                                   | 9. listopadu                                         | Grande Prémio de Portugal                                    | Algarve International Circuit, Portimão                     | Portugalsko                                          | MotoE                                                | Algarve International Circuit                        |
| 22                                                   | 16. listopadu                                        | Gran Premio Motul de la Comunitat Valenciana                 | Circuit Ricardo Tormo, Valencia                             | Valencie                                             |                                                      | Circuit Ricardo Tormo                                |

## Jezdci a týmy MotoGP
| Tovární týmy                      | Tovární týmy | Tovární týmy            | Tovární týmy | Tovární týmy          | Tovární týmy |
| Tým                               | Konstruktér  | Motorka                 | st.č.        | Jezdec                | Účast v GP   |
| --------------------------------- | ------------ | ----------------------- | ------------ | --------------------- | ------------ |
| Aprilia Racing                    | Aprilia      | Aprilia RS-GP25         | 1            | Jorge Martín          | 4,12         |
| Aprilia Racing                    | Aprilia      | Aprilia RS-GP25         | 32           | Lorenzo Savadori      | 1-3,5-11     |
| Aprilia Racing                    | Aprilia      | Aprilia RS-GP25         | 72           | Marco Bezzecchi       | 1-12         |
| Ducati Lenovo Team                | Ducati       | Ducati Desmosedici GP25 | 63           | Francesco Bagnaia     | 1-12         |
| Ducati Lenovo Team                | Ducati       | Ducati Desmosedici GP25 | 93           | Marc Márquez          | 1-12         |
| Honda HRC Castrol                 | Honda        | Honda RC213V            | 10           | Luca Marini           | 1-7,11-12    |
| Honda HRC Castrol                 | Honda        | Honda RC213V            | 36           | Joan Mir              | 1-12         |
| Honda HRC Castrol                 | Honda        | Honda RC213V            | 41           | Aleix Espargaro       | 5,7,10       |
| Honda HRC Castrol                 | Honda        | Honda RC213V            | 30           | Takaaki Nakagami      | 6,9          |
| Red Bull KTM Factory Racing       | KTM          | KTM RC16                | 33           | Brad Binder           | 1-12         |
| Red Bull KTM Factory Racing       | KTM          | KTM RC16                | 37           | Pedro Acosta          | 1-12         |
| Monster Energy Yamaha MotoGP      | Yamaha       | Yamaha YZR-M1           | 20           | Fabio Quartararo      | 1-12         |
| Monster Energy Yamaha MotoGP      | Yamaha       | Yamaha YZR-M1           | 42           | Álex Rins             | 1-12         |
| Monster Energy Yamaha MotoGP      | Yamaha       | Yamaha YZR-M1           | 7            | Augusto Fernández     | 8            |
| Satelitní týmy                    |              |                         |              |                       |              |
| Tým                               | Konstruktér  | Motorka                 | st.č.        | Jezdec                | Účast v GP   |
| Trackhouse MotoGP Team            | Aprilia      | Aprilia RS-GP           | 25           | Raúl Fernández        | 1-12         |
| Trackhouse MotoGP Team            | Aprilia      | Aprilia RS-GP           | 79           | Ai Ogura              | 1-7,9-12     |
| Pertamina Enduro VR46 Racing Team | Ducati       | Ducati Desmosedici GP24 | 21           | Franco Morbidelli     | 1-11         |
| Pertamina Enduro VR46 Racing Team | Ducati       | Ducati Desmosedici GP25 | 49           | Fabio Di Giannantonio | 1-12         |
| Gresini Racing MotoGP             | Ducati       | Ducati Desmosedici GP24 | 54           | Fermín Aldeguer       | 1-12         |
| Gresini Racing MotoGP             | Ducati       | Ducati Desmosedici GP24 | 73           | Álex Márquez          | 1-12         |
| LCR Honda Castrol                 | Honda        | Honda RC213V            | 5            | Johann Zarco          | 1-12         |
| LCR Honda IDEMITSU                | Honda        | Honda RC213V            | 35           | Somkiat Chantra       | 1-5,7-10     |
| LCR Honda IDEMITSU                | Honda        | Honda RC213V            | 30           | Takaaki Nakagami      | 12           |
| Red Bull KTM Tech3                | KTM          | KTM RC16                | 12           | Maverick Viñales      | 1-11         |
| Red Bull KTM Tech3                | KTM          | KTM RC16                | 44           | Pol Espargaro         | 12           |
| Red Bull KTM Tech3                | KTM          | KTM RC16                | 23           | Enea Bastianini       | 1-12         |
| Prima Pramac Yamaha               | Yamaha       | Yamaha YZR-M1           | 43           | Jack Miller           | 1-12         |
| Prima Pramac Yamaha               | Yamaha       | Yamaha YZR-M1           | 88           | Miguel Oliveira       | 1-2,6-12     |
| Prima Pramac Yamaha               | Yamaha       | Yamaha YZR-M1           | 7            | Augusto Fernández     | 3-5          |

| Legenda                 |
| ----------------------- |
| Stálý jezdec            |
| Nováček                 |
| Jezdec na divokou kartu |
| Náhradní jezdec         |

### Přehled změn jezdců MotoGP v roce 2025
- Marc Márquez opustil po jedné sezóně tým Gresini Ducati a připojil se k továrnímu týmu Ducati Lenovo, kde nahradil Enea Bastianiniho, který přešel do týmu KTM Tech3. Márquez se spojil s Francescem Bagnaiou.
- Pedro Acosta přestupuje do továrního týmu Red Bull KTM po boku Brada Bindera. Nahrazuje Jacka Millera, který přestoupil do týmu Pramac Yamaha.
- Ai Ogura, mistr Moto2, debutuje v MotoGP u týmu Trackhouse Aprilia, kde nahradil Miguela Oliveiru, který přešel k Pramac Yamaha.
- Fermín Aldeguer, další nováček z Moto2, nastupuje do týmu Gresini Ducati, kde zaujme místo uvolněné Márquezem. Je spolujezdcem Álexe Márqueze.
- Maverick Viñales opustil tovární tým Aprilia Racing a přestoupil do KTM Tech3, kde je partnerem Enea Bastianiniho.
- Jorge Martín přešel z Pramac Ducati do továrního týmu Aprilia Racing, kde nahradil Viñalese. Martín tvoří tým s Marcem Bezzecchim, který rovněž přešel k Aprilii z VR46 Ducati.
- Franco Morbidelli se po odchodu od Pramac Ducati připojil k VR46 Ducati. Spolupracuje s Fabiem Di Giannantoniem.

## České zastoupení
Jediným zástupcem České republiky je v rámci 77. sezony Mistrovství světa silničních motocyklů Filip Salač. Stejně jako v roce 2023 startuje ve střední kubatuře Moto2 za Marc VDS Racing Team, ve kterém je mu týmovým kolegou brit Jake Dixon.
Od této sezóny se do kalendáře vrací Grand Prix ČR, která se bude znovu konat v Brně na Masarykově okruhu, smlouva je dohodnutá na pět let.

## Testy MotoGP v sezóně 2025
V sezóně se uskuteční tři oficiální mezisezónní testy, které proběhnou v tyto dny:
- Jerez: 28. dubna
- Aragon: 9. června
- Misano: 15. září

## Tabulky vítězů
| Legenda k tabulkám vítězů         |
| --------------------------------- |
| vítězství                         |
| 2. místo                          |
| 3. místo                          |
| bodované umístění (4.–15. místo)  |
| nebodované umístění (16. a horší) |
| neklasifikován (NC)               |
| nedokončil (DNF)                  |
| odstoupil (Ret.)                  |
| nestartoval (DNS)                 |
| diskvalifikován (DSQ)             |

### Moto3
Seznam jezdců na pódiových umístěních v kategorii Moto3
| Grand Prix | Grand Prix             | vítězství | vítězství          | 2. místo  | 2. místo         | 3. místo  | 3. místo           |
| ---------- | ---------------------- | --------- | ------------------ | --------- | ---------------- | --------- | ------------------ |
| 1          | Thajsko                | Španělsko | Jose Antonio Rueda | Španělsko | Alvaro Carpe     | Španělsko | Adrian Fernandéz   |
| 2          | Argentina              | Španělsko | Anquel Piqueras    | Španělsko | Adrian Fernandéz | Španělsko | Jose Antonio Rueda |
| 3          | Spojené státy americké | Španělsko | Jose Antonio Rueda | Austrálie | Joel Kelso       | Itálie    | Matteo Bertelle    |
| 4          | Katar                  | Španělsko | Anquel Piqueras    | Japonsko  | Taiyo Furusato   | Japonsko  | Ryusei Yamanaka    |
| 5          | Španělsko              | Španělsko | Jose Antonio Rueda | Španělsko | Anquel Piqueras  | Austrálie | Joel Kelso         |
| 6          | Francie                | Španělsko | Jose Antonio Rueda | Austrálie | Joel Kelso       | Španělsko | David Muñoz        |
| 7          | Spojené království     | Španělsko | Jose Antonio Rueda | Španělsko | Maximo Quiles    | Itálie    | Luca Lunetta       |
| 8          | Aragonie               | Španělsko | David Muñoz        | Španělsko | Maximo Quiles    | Španělsko | Alvaro Carpe       |
| 9          | Itálie                 | Španělsko | Maximo Quiles      | Španělsko | Alvaro Carpe     | Itálie    | Dennis Foggia      |
| 10         | Nizozemsko             | Španělsko | Jose Antonio Rueda | Španělsko | David Muñoz      | Argentina | Valentín Perrone   |
| 11         | Německo                | Španělsko | David Muñoz        | Španělsko | Maximo Quiles    | Španělsko | Jose Antonio Rueda |
| 12         | Česko                  | Španělsko | Jose Antonio Rueda | Španělsko | Maximo Quiles    | Španělsko | David Muñoz        |
| 13         | Rakousko               |           |                    |           |                  |           |                    |
| 14         | Maďarsko               |           |                    |           |                  |           |                    |
| 15         | Katalánsko             |           |                    |           |                  |           |                    |
| 16         | San Marino             |           |                    |           |                  |           |                    |
| 17         | Japonsko               |           |                    |           |                  |           |                    |
| 18         | Indonésie              |           |                    |           |                  |           |                    |
| 19         | Austrálie              |           |                    |           |                  |           |                    |
| 20         | Malajsie               |           |                    |           |                  |           |                    |
| 21         | Portugalsko            |           |                    |           |                  |           |                    |
| 22         | Valencie               |           |                    |           |                  |           |                    |
| Grand Prix | Grand Prix             | vítězství | vítězství          | 2. místo  | 2. místo         | 3. místo  | 3. místo           |

### Moto2
Seznam jezdců na pódiových umístěních v kategorii Moto2
| Grand Prix | Grand Prix             | vítězství          | vítězství       | 2. místo  | 2. místo        | 3. místo           | 3. místo         | Filip Salač |
| ---------- | ---------------------- | ------------------ | --------------- | --------- | --------------- | ------------------ | ---------------- | ----------- |
| 1          | Thajsko                | Španělsko          | Manuel González | Španělsko | Áron Canet      | Austrálie          | Senna Aguis      | 9. místo    |
| 2          | Argentina              | Spojené království | Jake Dixon      | Španělsko | Manuel González | Itálie             | Celestino Vietti | Ret.        |
| 3          | Spojené státy americké | Spojené království | Jake Dixon      | Itálie    | Tony Arbolino   | Španělsko          | Alonso Lopez     | Ret.        |
| 4          | Katar                  | Španělsko          | Áron Canet      | Turecko   | Deniz Öncü      | Španělsko          | Manuel González  | 10. místo   |
| 5          | Španělsko              | Španělsko          | Manuel González | Belgie    | Barry Baltus    | Austrálie          | Senna Aguis      | 12. místo   |
| 6          | Francie                | Španělsko          | Manuel González | Belgie    | Barry Baltus    | Španělsko          | Áron Canet       | 7. místo    |
| 7          | Spojené království     | Austrálie          | Senna Aguis     | Brazílie  | Diogo Moreira   | Kolumbie           | David Alonso     | 7. místo    |
| 8          | Aragonie               | Turecko            | Deniz Öncü      | Brazílie  | Diogo Moreira   | Belgie             | Barry Baltus     | 5. místo    |
| 9          | Itálie                 | Španělsko          | Manuel González | Španělsko | Albert Arenas   | Španělsko          | Áron Canet       | 12. místo   |
| 10         | Nizozemsko             | Brazílie           | Diogo Moreira   | Španělsko | Áron Canet      | Španělsko          | Manuel González  | Ret.        |
| 11         | Německo                | Turecko            | Deniz Öncü      | Belgie    | Barry Baltus    | Spojené království | Jake Dixon       | 10. místo   |
| 12         | Česko                  | USA                | Joe Roberts     | Belgie    | Barry Baltus    | Španělsko          | Manuel González  | 8. místo    |
| 13         | Rakousko               |                    |                 |           |                 |                    |                  |             |
| 14         | Maďarsko               |                    |                 |           |                 |                    |                  |             |
| 15         | Katalánsko             |                    |                 |           |                 |                    |                  |             |
| 16         | San Marino             |                    |                 |           |                 |                    |                  |             |
| 17         | Japonsko               |                    |                 |           |                 |                    |                  |             |
| 18         | Indonésie              |                    |                 |           |                 |                    |                  |             |
| 19         | Austrálie              |                    |                 |           |                 |                    |                  |             |
| 20         | Malajsie               |                    |                 |           |                 |                    |                  |             |
| 21         | Portugalsko            |                    |                 |           |                 |                    |                  |             |
| 22         | Valencie               |                    |                 |           |                 |                    |                  |             |
| Grand Prix | Grand Prix             | vítězství          | vítězství       | 2. místo  | 2. místo        | 3. místo           | 3. místo         | Filip Salač |

### MotoGP
Seznam jezdců na pódiových umístěních v kategorii MotoGP
| sobotní sprint | sobotní sprint | sobotní sprint | sobotní sprint  | sobotní sprint | sobotní sprint        | pole position | pole position     | Grand Prix | Grand Prix             | Grand Prix | nedělní závod        | nedělní závod        | nedělní závod        | nedělní závod        | nedělní závod        | nedělní závod         | nejrychlejší kolo | nejrychlejší kolo |
| vítězství      | vítězství      | 2. místo       | 2. místo        | 3. místo       | 3. místo              | pole position | pole position     | Grand Prix | Grand Prix             | Grand Prix | vítězství            | vítězství            | 2. místo             | 2. místo             | 3. místo             | 3. místo              | nejrychlejší kolo | nejrychlejší kolo |
| -------------- | -------------- | -------------- | --------------- | -------------- | --------------------- | ------------- | ----------------- | ---------- | ---------------------- | ---------- | -------------------- | -------------------- | -------------------- | -------------------- | -------------------- | --------------------- | ----------------- | ----------------- |
| Španělsko      | Marc Márquez   | Španělsko      | Álex Márquez    | Itálie         | Francesco Bagnaia     | Španělsko     | Marc Márquez      | 1          | Thajsko                | 1          | Španělsko            | Marc Márquez         | Španělsko            | Álex Márquez         | Itálie               | Francesco Bagnaia     | Španělsko         | Marc Márquez      |
| Španělsko      | Marc Márquez   | Španělsko      | Álex Márquez    | Itálie         | Francesco Bagnaia     | Španělsko     | Marc Márquez      | 2          | Argentina              | 2          | Španělsko            | Marc Márquez         | Španělsko            | Álex Márquez         | Itálie               | Franco Morbidelli     | Španělsko         | Marc Márquez      |
| Španělsko      | Marc Márquez   | Španělsko      | Álex Márquez    | Itálie         | Francesco Bagnaia     | Španělsko     | Marc Márquez      | 3          | Spojené státy americké | 3          | Itálie               | Francesco Bagnaia    | Španělsko            | Álex Márquez         | Itálie               | Fabio Di Giannantonio | Španělsko         | Marc Márquez      |
| Španělsko      | Marc Márquez   | Španělsko      | Álex Márquez    | Itálie         | Franco Morbidelli     | Španělsko     | Marc Márquez      | 4          | Katar                  | 4          | Španělsko            | Marc Márquez         | Itálie               | Francesco Bagnaia    | Itálie               | Franco Morbidelli     | Španělsko         | Marc Márquez      |
| Španělsko      | Marc Márquez   | Španělsko      | Álex Márquez    | Itálie         | Francesco Bagnaia     | Francie       | Fabio Quartararo  | 5          | Španělsko              | 5          | Španělsko            | Álex Márquez         | Francie              | Fabio Quartararo     | Itálie               | Francesco Bagnaia     | Španělsko         | Álex Márquez      |
| Španělsko      | Marc Márquez   | Španělsko      | Álex Márquez    | Španělsko      | Fermín Aldegeur       | Francie       | Fabio Quartararo  | 6          | Francie                | 6          | Francie              | Johann Zarco         | Španělsko            | Marc Márquez         | Španělsko            | Fermín Aldeguer       | Španělsko         | Álex Márquez      |
| Španělsko      | Álex Márquez   | Španělsko      | Marc Márquez    | Itálie         | Fabio Di Giannantonio | Francie       | Fabio Quartararo  | 7          | Spojené království     | 7          | Itálie               | Marco Bezzecchi      | Francie              | Johann Zarco         | Španělsko            | Marc Márquez          | Itálie            | Marco Bezzecchi   |
| Španělsko      | Marc Márquez   | Španělsko      | Álex Márquez    | Španělsko      | Fermín Aldegeur       | Španělsko     | Marc Márquez      | 8          | Aragonie               | 8          | Španělsko            | Marc Márquez         | Španělsko            | Álex Márquez         | Itálie               | Francesco Bagnaia     | Španělsko         | Marc Márquez      |
| Španělsko      | Marc Márquez   | Španělsko      | Álex Márquez    | Itálie         | Francesco Bagnaia     | Španělsko     | Marc Márquez      | 9          | Itálie                 | 9          | Španělsko            | Marc Márquez         | Španělsko            | Álex Márquez         | Itálie               | Fabio Di Giannantonio | Itálie            | Franco Morbidelli |
| Španělsko      | Marc Márquez   | Španělsko      | Álex Márquez    | Itálie         | Marco Bezzecchi       | Francie       | Fabio Quartararo  | 10         | Nizozemsko             | 10         | Španělsko            | Marc Márquez         | Itálie               | Marco Bezzecchi      | Itálie               | Francesco Bagnaia     | Itálie            | Francesco Bagnaia |
| Španělsko      | Marc Márquez   | Itálie         | Marco Bezzecchi | Francie        | Fabio Quartararo      | Španělsko     | Marc Márquez      | 11         | Německo                | 11         | Španělsko            | Marc Márquez         | Španělsko            | Álex Márquez         | Itálie               | Francesco Bagnaia     | Španělsko         | Marc Márquez      |
| Španělsko      | Marc Márquez   | Španělsko      | Pedro Acosta    | Itálie         | Enea Bastianini       | Itálie        | Francesco Bagnaia | 12         | Česko                  | 12         | Španělsko            | Marc Márquez         | Itálie               | Marco Bezzecchi      | Španělsko            | Pedro Acosta          | Španělsko         | Marc Márquez      |
|                |                |                |                 |                |                       |               |                   | 13         | Rakousko               | 13         |                      |                      |                      |                      |                      |                       |                   |                   |
|                |                |                |                 |                |                       |               |                   | 14         | Maďarsko               | 14         |                      |                      |                      |                      |                      |                       |                   |                   |
|                |                |                |                 |                |                       |               |                   | 15         | Katalánsko             | 15         |                      |                      |                      |                      |                      |                       |                   |                   |
|                |                |                |                 |                |                       |               |                   | 16         | San Marino             | 16         |                      |                      |                      |                      |                      |                       |                   |                   |
|                |                |                |                 |                |                       |               |                   | 17         | Japonsko               | 17         |                      |                      |                      |                      |                      |                       |                   |                   |
|                |                |                |                 |                |                       |               |                   | 18         | Indonésie              | 18         |                      |                      |                      |                      |                      |                       |                   |                   |
|                |                |                |                 |                |                       |               |                   | 19         | Austrálie              | 19         |                      |                      |                      |                      |                      |                       |                   |                   |
|                |                |                |                 |                |                       |               |                   | 20         | Malajsie               | 20         |                      |                      |                      |                      |                      |                       |                   |                   |
|                |                |                |                 |                |                       |               |                   | 21         | Portugalsko            | 21         |                      |                      |                      |                      |                      |                       |                   |                   |
|                |                |                |                 |                |                       |               |                   | 21         | Valencie               | 21         |                      |                      |                      |                      |                      |                       |                   |                   |
| vítězství      | vítězství      | 2. místo       | 2. místo        | 3. místo       | 3. místo              | pole position | pole position     | Grand Prix | Grand Prix             | Grand Prix | vítězství            | vítězství            | 2. místo             | 2. místo             | 3. místo             | 3. místo              | nejrychleší kolo  | nejrychleší kolo  |
| sobotní sprint | sobotní sprint | sobotní sprint | sobotní sprint  | sobotní sprint | sobotní sprint        | pole position | pole position     | Grand Prix | Grand Prix             | Grand Prix | nedělní hlavní závod | nedělní hlavní závod | nedělní hlavní závod | nedělní hlavní závod | nedělní hlavní závod | nedělní hlavní závod  | nejrychleší kolo  | nejrychleší kolo  |

### MotoE
Seznam jezdců na pódiových umístěních v kategorii MotoE
| Grand Prix | Grand Prix  | Grand Prix | vítězství | vítězství          | 2. místo | 2. místo           | 3. místo  | 3. místo            |
| ---------- | ----------- | ---------- | --------- | ------------------ | -------- | ------------------ | --------- | ------------------- |
| 1          | Francie     | R1         | Španělsko | Oscar Gutierrez    | Itálie   | Andrea Mantovani   | Itálie    | Alessandro Zaccone  |
| 1          | Francie     | R2         | Itálie    | Mattia Casadei     | Itálie   | Kevin Zannoni      | Španělsko | Jordi Torres        |
| 2          | Nizozemsko  | R1         | Itálie    | Andrea Mantovani   | Itálie   | Alessandro Zaccone | Španělsko | Jordi Torres        |
| 2          | Nizozemsko  | R2         | Itálie    | Alessandro Zaccone | Itálie   | Andrea Mantovani   | Itálie    | Lorenzo Baldassarri |
| 3          | Rakousko    | R1         |           |                    |          |                    |           |                     |
| 3          | Rakousko    | R2         |           |                    |          |                    |           |                     |
| 4          | Maďarsko    | R1         |           |                    |          |                    |           |                     |
| 4          | Maďarsko    | R2         |           |                    |          |                    |           |                     |
| 5          | Katalánsko  | R1         |           |                    |          |                    |           |                     |
| 5          | Katalánsko  | R2         |           |                    |          |                    |           |                     |
| 6          | San Marino  | R1         |           |                    |          |                    |           |                     |
| 6          | San Marino  | R2         |           |                    |          |                    |           |                     |
| 7          | Portugalsko | R1         |           |                    |          |                    |           |                     |
| 7          | Portugalsko | R2         |           |                    |          |                    |           |                     |
| Grand Prix | Grand Prix  | Grand Prix | vítězství | vítězství          | 2. místo | 2. místo           | 3. místo  | 3. místo            |

## Zajímavosti ze sezóny
- Všechny týmy budou používat pneumatiky Michelin specifikované pro sérii.[5]
- Při svém prvním závodě v MotoGP v Thajsku dosáhl japonský nováček Ai Ogura neuvěřitelného pátého místa, čímž získal nejlepší výsledek pro debutanta od doby, kdy Marc Márquez skončil na stupních vítězů při Velké ceně Kataru 2013. Dokonce i Pedro Acosta, nejlépe hodnocený jezdec, který v posledních letech postoupil do královské třídy, obsadil při své premiéře v roce 2024 až deváté místo.[6]
- GP Argentiny - Mark Marquez při kvalifikaci zajel traťový rekord 1:36.917 a jako první se dostal pod hranici 1:37.000.[7]

## Bodovací systém Mistrovství světa
Za umístění na předních příčkách závodů jsou udělovány mistrovské body do tabulky klasifikace mistrovství světa, jejichž součet je primárním kritériem pro určení celkového pořadí šampionátu. V hlavním závodě obdrží mistrovské body první až patnáctý jezdec, v sobotním krátkém sprintu (jkterý jezdí jen kategorie MotoGP) je bodovaných pouze prvních devět pozic.
Jezdec, který má na konci sezony nejvíce bodů, získá titul mistra světa silničních motocyklů příslušné kategorie. Nastane-li shoda bodů, rozhoduje vyšší počet lepších umístění v sezoně.
| umístění  | body         | body            |
| umístění  | hlavní závod | sobotní sprint* |
| --------- | ------------ | --------------- |
| vítězství | 25           | 12              |
| 2. místo  | 20           | 9               |
| 3. místo  | 16           | 7               |
| 4. místo  | 13           | 6               |
| 5. místo  | 11           | 5               |
| 6. místo  | 10           | 4               |
| 7. místo  | 9            | 3               |
| 8. místo  | 8            | 2               |
| 9. místo  | 7            | 1               |
| 10. místo | 6            | –               |
| 11. místo | 5            | –               |
| 12. místo | 4            | –               |
| 13. místo | 3            | –               |
| 14. místo | 2            | –               |
| 15. místo | 1            | –               |

*) = sobotní sprint jezdí pouze třída MotoGP